# Toby Jones

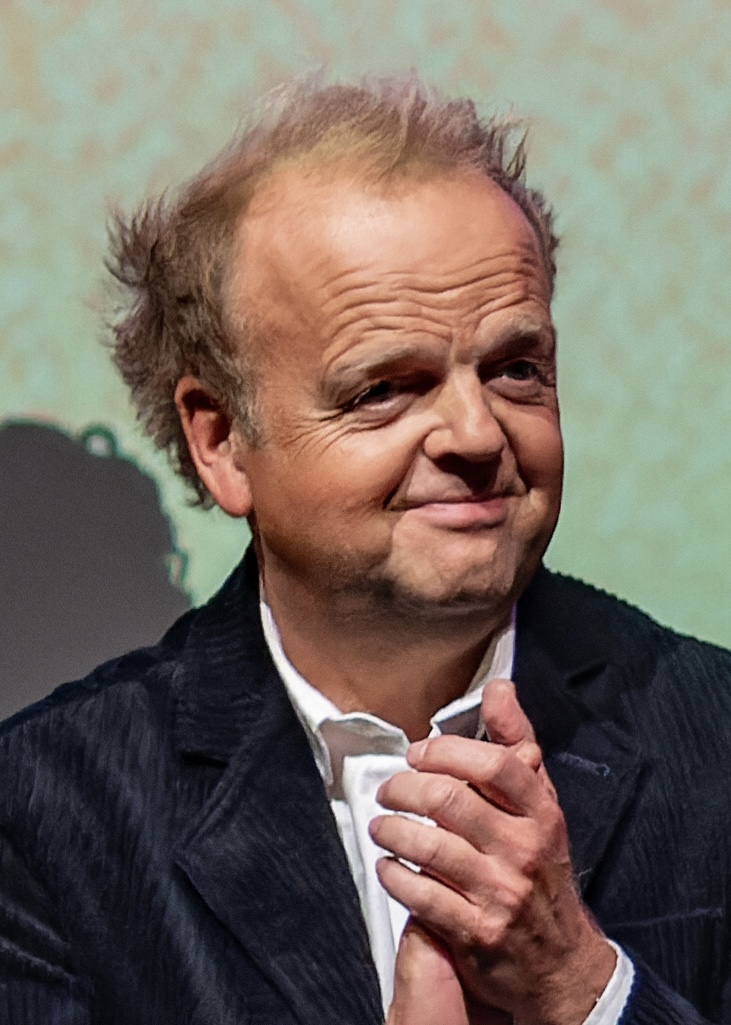
Toby Jones im Oktober 2022 bei der Premiere von Empire of Light

Tobias Edward Heslewood „Toby“ Jones, OBE (* 7. September 1966 in Oxford, England) ist ein britischer Schauspieler.

## Leben und Leistungen
Toby Jones ist der Sohn des Schauspielers Freddie Jones. Er spielte an der Abingdon School in einigen Theaterproduktionen. Seine erste Filmrolle hatte er 1992 an der Seite von Tilda Swinton im Filmdrama Orlando nach Virginia Woolf.
Jones spielte 2004 in Wenn Träume fliegen lernen an der Seite von Johnny Depp und Kate Winslet. In der Filmbiografie Kaltes Blut – Auf den Spuren von Truman Capote verkörperte er 2006 die Titelrolle.
Jones trat 2001 im Londoner Wyndham’s Theatre in der Komödie The Play What I Wrote auf, wofür er 2002 mit einem Laurence Olivier Award ausgezeichnet wurde. Im Jahr 2003 war er in diesem Stück am Broadway zu sehen. 2005 wirkte er in einer Hörspielfassung des Romans Oblomow von Iwan Gontscharow mit, das von BBC Radio 4 produziert wurde. In den Harry-Potter-Filmen war er die Stimme von Dobby, dem Hauself. Er verkörpert Claudius Templesmith in Die Tribute von Panem – The Hunger Games und der Fortsetzung Die Tribute von Panem – Catching Fire. In dem 2013 angelaufenen Doku-Drama The Girl war Jones in der Rolle des Filmregisseurs Alfred Hitchcock zu sehen.
2018 wurde er in die Academy of Motion Picture Arts and Sciences berufen, die jährlich die Oscars vergibt.
Jones’ deutscher Standardsprecher ist seit 2008 Lutz Schnell, vertretungsweise wird er von Hans Hohlbein oder Stefan Krause gesprochen. Jones hat zwei Töchter.

## Filmografie (Auswahl)
- 1992: Orlando
- 1993: Dropping the Baby (Kurzfilm)
- 1993: Nackt (Naked)
- 1998: Auf immer und ewig (Ever After: A Cinderella Story)
- 1999: Johanna von Orleans (Jeanne d’Arc)
- 1999–2000: Inspector Barnaby (Midsomer Murders, Fernsehreihe, 4 Folgen)
- 2002: Harry Potter und die Kammer des Schreckens (Harry Potter and the Chamber of Secrets)
- 2004: Der Duft von Lavendel (Ladies in Lavender)
- 2004: Wenn Träume fliegen lernen (Finding Neverland)
- 2006: Kaltes Blut – Auf den Spuren von Truman Capote (Infamous)
- 2006: Amazing Grace
- 2006: Der bunte Schleier (The Painted Veil)
- 2007: Der Nebel (The Mist)
- 2007: Die Girls von St.Trinian (St.Trinian’s)
- 2007: Nightwatching – Das Rembrandt-Komplott (Nightwatching)
- 2008: City of Ember – Flucht aus der Dunkelheit (City of Ember)
- 2008: Frost/Nixon
- 2008: W. – Ein missverstandenes Leben (W.)
- 2009: Creation
- 2010: Sex & Drugs & Rock & Roll
- 2010: Doctor Who (Fernsehserie, Folge 5x07 Amys Entscheidung)
- 2010: Harry Potter und die Heiligtümer des Todes – Teil 1 (Harry Potter and the Deathly Hallows: Part 1)
- 2010: Agatha Christie’s Poirot – Mord im Orient-Express (Murder on the Orient Express, Fernsehfilm)
- 2011: The Rite – Das Ritual (The Rite)
- 2011: Christopher und Heinz – Eine Liebe in Berlin (Christopher and His Kind)
- 2011: Your Highness
- 2011: Captain America: The First Avenger
- 2011: Dame, König, As, Spion (Tinker, Tailor, Soldier, Spy)
- 2011: My Week with Marilyn
- 2011: Die Abenteuer von Tim und Struppi – Das Geheimnis der Einhorn (The Adventures of Tintin)
- 2012: Die Tribute von Panem – The Hunger Games (The Hunger Games)
- 2012: Snow White and the Huntsman
- 2012: Red Lights
- 2012: The Girl
- 2012: Titanic (Miniserie)
- 2012: Berberian Sound Studio
- 2013: Die Tribute von Panem – Catching Fire (The Hunger Games: Catching Fire)
- 2014: The Return of the First Avenger (Captain America: The Winter Soldier)
- 2014: Serena
- 2014–2017: Detectorists (Fernsehserie, 19 Folgen)
- 2015: Marvel’s Agent Carter (Fernsehserie, Folge 1x08 Das ist erst der Anfang)
- 2015: Das Märchen der Märchen (Il racconto dei racconti)
- 2015: Die Poesie des Unendlichen (The Man Who Knew Infinity)
- 2015: Die Tribute von Panem – Mockingjay Teil 2 (The Hunger Games: Mockingjay – Part 2)
- 2015–2016: Wayward Pines (Fernsehserie, 15 Folgen)
- 2016: Alice im Wunderland: Hinter den Spiegeln (Alice Through the Looking Glass, Stimme von Wilkins)
- 2016: Das Morgan Projekt (Morgan)
- 2016: Zeugin der Anklage (The Witness for the Prosecution, Fernsehfilm)
- 2016: Operation Anthropoid (Antropid)
- 2017: Sherlock – Der lügende Detektiv (The Lying Detective, Fernsehfilm)
- 2017: Happy End
- 2017: Atomic Blonde
- 2017: Schneemann (The Snowman)
- 2017: Journey’s End
- 2018: Ein Dorf zieht blank (Normandie nue)
- 2018: Jurassic World: Das gefallene Königreich (Jurassic World: Fallen Kingdom)
- 2018: Christopher Robin
- 2019: First Cow
- 2019: Der dunkle Kristall: Ära des Widerstands (The Dark Crystal: Age of Resistance, Fernsehserie)
- 2020: Das Letzte, was er wollte (The Last Thing He Wanted)
- 2020: Archive
- 2021: Infinite – Lebe unendlich (Infinite)
- 2021: What If…? (Fernsehserie, 3 Folgen, Stimme)
- 2021: Die wundersame Welt des Louis Wain (The Electrical Life of Louis Wain)
- 2022: Harry Potter 20th Anniversary: Return to Hogwarts (Dokumentarfilm)
- 2022: Empire of Light
- 2022: Das Wunder (The Wonder)
- 2022: Der denkwürdige Fall des Mr Poe (The Pale Blue Eye)
- 2022: The English (Miniserie, Folge 1x01)
- 2023: Tetris
- 2023: Indiana Jones und das Rad des Schicksals (Indiana Jones and the Dial of Destiny)
- 2023: Wander to Wonder (Kurzfilm, Stimme im Original)
- 2024: Unschuldig – Mr. Bates gegen die Post (Mr Bates vs the Post Office, Miniserie)

## Theaterrollen (Auswahl)
- 2020: Unkle Wanya (Anton Tschechow): Unkle Wanya, Harold Pinter Theatre, London[5]
- 2019: Glass. Kill. Bluebeard. Imp.(Caryl Churchill): Jimmy, Royal Court, London[6]
- 2018: The Birthday Party (Harold Pinter): Stanley, Harold Pinter Theatre, London[7]

## Auszeichnungen
British Independent Film Awards 2012
- Bester Darsteller für (Berberian Sound Studio)

Evening Standard British Film Awards 2013
- Auszeichnung als bester Schauspieler für (Berberian Sound Studio)

London Critics’ Circle Film Awards 2013
- ALFS Award British Actor of the Year für (Berberian Sound Studio)

London Critics’ Circle Film Award für den besten britischen Darsteller des Jahres (Kaltes Blut – Auf den Spuren von Truman Capote)
Ibiza International Film Festival für den besten Darsteller des Jahres (Kaltes Blut – Auf den Spuren von Truman Capote)
- Nominiert für den British Academy Television Award als bester Darsteller für The Girl
- Nominiert für den Golden Globe Award als bester Darsteller in einer Miniserie oder einem Fernsehfilm für The Girl
- Nominiert für den Primetime Emmy Award als bester Darsteller in einer Miniserie oder einem Film für The Girl
- 2014 Nominiert für den Royal Television Society Programme Award als bester Darsteller für Marvellous
- 2014 Nominiert für den British Academy Television Award als bester Darsteller für Marvellous
- 2015 Nominiert für den British Academy Television Award als bester Darsteller (Comedy) für Detectorists
- 2015 Nominiert für den Saturn Award als bester Nebendarsteller für Marvellous Wayward Pines
- 2021 Order of the British Empire